# Parascaptia insignifica
Parascaptia insignifica är en fjärilsart som beskrevs av Rothschild 1916. Parascaptia insignifica ingår i släktet Parascaptia och familjen björnspinnare. Inga underarter finns listade i Catalogue of Life.